# نادي البطائح
نادي البطائح الثقافي الرياضي هو نادٍ متعدد الرياضات مقره مدينة البطائح في إمارة الشارقة من الإمارات العربية المتحدة، يلعب في الدوري الإماراتي للمحترفين.

## تشكيلة الفريق الحالية
ملاحظة: تشير الأعلام إلى المنتخب الوطني على النحو المحدد في قواعد الأهلية للفيفا. قد يحمل اللاعبون أكثر من جنسية واحدة غير تابعة للفيفا.
| الرقم | البلد                    | المركز | اللاعب                               |
| ----- | ------------------------ | ------ | ------------------------------------ |
| 1     | الإمارات العربية المتحدة | حارس   | محمد جمعة                            |
| 3     | ساحل العاج               | وسط    | أولريش ميليكي                        |
| 5     | البرازيل                 | وسط    | نيتو U23                             |
| 6     | الإمارات العربية المتحدة | مدافع  | محمد أحمد                            |
| 7     | الإمارات العربية المتحدة | مهاجم  | محمد الحمادي                         |
| 8     | أوزبكستان                | وسط    | عزيزجون غانييف                       |
| 9     | البرازيل                 | مهاجم  | ألفارو دي أوليفيرا                   |
| 10    | البرازيل                 | وسط    | باولينيو                             |
| 11    | الإمارات العربية المتحدة | مهاجم  | أحمد خليل                            |
| 13    | الإمارات العربية المتحدة | حارس   | درويش بن حبيب (معار من نادي الشارقة) |
| 14    | الإمارات العربية المتحدة | وسط    | حمد البلوشي                          |
| 18    | الإمارات العربية المتحدة | مدافع  | عيسى أحمد                            |
| 19    | الإمارات العربية المتحدة | مدافع  | أحمد الزيودي                         |
| 20    | كرواتيا                  | وسط    | إيفان شارانيتش U23                   |
| 22    | البرازيل                 | وسط    | إيفوني U23                           |
| 23    | الرأس الأخضر             | مدافع  | ديني إديلسون                         |

| الرقم | البلد                    | المركز | اللاعب            |
| ----- | ------------------------ | ------ | ----------------- |
| 24    | الإمارات العربية المتحدة | مدافع  | راشد عبد الله U23 |
| 26    | الإمارات العربية المتحدة | مدافع  | عبد العزيز هيكل   |
| 28    | الإمارات العربية المتحدة | مهاجم  | عبد الله صالح U23 |
| 29    | الكاميرون                | مهاجم  | أناتول أبانغ      |
| 30    | الإمارات العربية المتحدة | وسط    | محمد جمعة         |
| 31    | الإمارات العربية المتحدة | وسط    | سعود خليل U23     |
| 32    | البرازيل                 | وسط    | ويبيرتي سيلفا     |
| 34    | البرازيل                 | مدافع  | رافائيل بيريرا    |
| 37    | الإمارات العربية المتحدة | مدافع  | راشد مهير         |
| 44    | الإمارات العربية المتحدة | حارس   | إبراهيم عيسى      |
| 45    | الإمارات العربية المتحدة | مدافع  | سعيد جمعة         |
| 55    | الإمارات العربية المتحدة | حارس   | أحمد سليمان U23   |
| 62    | الإمارات العربية المتحدة | مدافع  | أحمد آل علي U23   |
| 94    | الأرجنتين                | مهاجم  | نيكولاس كليمينتي  |
| 96    | الإمارات العربية المتحدة | مدافع  | مروان فهد         |
| 99    | نيجيريا                  | وسط    | هارونا حسن U23    |

## وصلات خارجية
- الموقع الرسمي